# Pino Massara
Pino Massara (24 de abril de 1931 - 23 de julio de 2013) fue un músico, compositor, productor discográfico y director de orquesta italiano.
Nació en Vigevano como Giuseppe Previde Massara, se graduó en química, desde los años de la universidad se dedicó a la música jazz. Entre sus canciones exitosas "Permette, signorina?", originalmente interpretada por Nicola Arigliano y posteriormente versionado por Nat King Cole, con el título "Cappuccina", "I Sing ammore" y "Grazie prego scusi", ambas grabadas por varios artistas como Dean Martin, "Nel Sole", que vendió más de un millón de copias y lanzó la carrera de Al Bano, y "Siamo la coppia più bella del mondo", un dueto entre Adriano Celentano y Claudia Mori que fue número uno en la lista de éxitos italianos por seis semana. En los años setenta fundó "Bla Bla Records", una compañía de grabación alternativa que produjo los primeros trabajos de Franco Battiato, Juri Camisasca y el cantante de rock de vanguardia de Capsicum Red.